# دنوودي
دنوودي (بالإنجليزية: Dunwoody, Georgia)‏ هي مدينة تقع في مقاطعة ديكالب بولاية جورجيا في الولايات المتحدة. تبلغ مساحة هذه المدينة  (كم²)، وترتفع عن سطح البحر 344 م، بلغ عدد سكانها 47224 نسمة في عام 2010 حسب إحصاء مكتب تعداد الولايات المتحدة.

## أعلام
- أليكس كاسكي
- تشارلز لندن
- كوري وايت
- ويل هيلر
- رايان سيكرست

## وصلات خارجية
- DunwoodyGA.gov
- Cities & Counties - Georgia.gov